# エルジュビェタ・クヤフスカ
エルジュビェタ・クヤフスカ（ポーランド語：Elżbieta kujawska、1315/20年 - 1345年8月22日以後）は、ボスニア太守スティエパン2世コトロマニッチの妻。ポーランドのグニェフコヴォ公カジミェシュ3世の娘。

## 生涯
1323年までに、ハンガリー王カーロイ1世ローベルトはボスニア太守スティエパン2世コトロマニッチに対する影響力を強めようと考えるようになった。そこで国王は王妃エルジュビェタの親戚の娘で同名のエルジュビェタをスティエパン2世に妻として与えた。エルジュビェタとの結婚により、スティエパン2世はハンガリー王からの贈り物として、クロアチア太守でボスニア太守位をめぐるライバルであったムラデン2世・シュビッチ・ブリビルスキが公的には領有するボスニアの西部地域を獲得し、またセルビア王ステファン・ドラグティンとその息子が公的には領しているボスニア北部のウソラとソリをも獲得した。
結婚は1339年までには合法なものとなった。しかし1339年に至るまでに、スティエパンはブルガリア皇帝の娘と結婚している。彼はエルジュビェタと正式に結婚するためにブルガリアの王女との結婚を解消したか、もしくは重婚という形で2人の妻を持ったのだろう。エルジュビェタはローマ・カトリック教会の信徒だったが、スティエパン2世はカトリック教会から異端として断罪されていたボゴミル派に属するボスニア教会の一員だった。エルジュビェタは夫とのあいだに娘エリザベタを産んだことは間違いない。エリザベタは1340年に生れ、1353年にハンガリー王ラヨシュ1世と結婚し、間にマーリア（ハンガリー）とヤドヴィガ（ポーランド）の女王姉妹をもうけた。
一部の歴史家たちは、スロヴェニアの封建君主ツェリェ伯ヘルマン1世の夫人カタリナ・コトロマニッチが、エルジュビェタとスティエパン2世の間に生れたもう一人の娘だと主張している。別の歴史家たちは、カタリナはスティエパン2世の弟ヴラディスラフと、その妻イェレナ・シュビッチ（ムラデン2世の姪）の間の娘だと考えている。また、スティエパン2世には若くして亡くなった息子ヴクがいたが、このヴクもエルジュビェタの所生の可能性がある。もっとも、スティエパンの前の2人の妻が産んだ息子だった可能性もある。
エルジュビェタは夫スティエパンよりも早くに死んだ。死亡時期から考えると、死因は14世紀のヨーロッパ全土を襲った黒死病だったと考えられる。